# Lower Brule (condado de Stanley, Dakota del Sur)
Lower Brule es un territorio no organizado ubicado en el condado de Stanley en el estado estadounidense de Dakota del Sur. En el Censo de 2010 tenía una población de 24 habitantes y una densidad poblacional de 0,2 personas por km².

## Geografía
Lower Brule se encuentra ubicado en las coordenadas 44°13′51″N 100°1′44″O / 44.23083, -100.02889. Según la Oficina del Censo de los Estados Unidos, Lower Brule tiene una superficie total de 122.27 km², de la cual 108.88 km² corresponden a tierra firme y (10.95%) 13.39 km² es agua.

## Demografía
Según el censo de 2010, había 24 personas residiendo en Lower Brule. La densidad de población era de 0,2 hab./km². De los 24 habitantes, Lower Brule estaba compuesto por el 45.83% blancos, el 0% eran afroamericanos, el 41.67% eran amerindios, el 0% eran asiáticos, el 0% eran isleños del Pacífico, el 0% eran de otras razas y el 12.5% pertenecían a dos o más razas. Del total de la población el 0% eran hispanos o latinos de cualquier raza.